# Площа Некрасова (Вуглегірськ)
У Вікіпедії є статті про інші площі з назвою Площа Некрасова
Площа Некрасова — центральна площа в Вуглегірську Донецької області.
Площа розміщена між вулицями Некрасова і Трамвайною. До 1935 року називалася Центральна, коли дістала назву Вокзальна, яка протрималася 66 років. З 2001 р. отримала сучасну назву — площа Некрасова.
На площі знаходиться Автостанція «Вуглегірськ», Кафе-бар «Івушкі», 2 аптеки, магазин «Ельдорадо» і Автозаправна станція.

## Об'єкти
- № 1 — Кафе «Івушкі»
- № 10 — Автостанція «Вуглегірськ»
- № 15 — магазин «Ельдорадо»
- № 17а — Автозаправна станція